# بایموندوز (شهرستان بازارقرغون)
بایموندوز (به قرقیزی: Baymunduz) یک منطقهٔ مسکونی در قرقیزستان است که در شهرستان بازارقرغون واقع شده‌است. بایموندوز ۲٬۸۵۵ نفر جمعیت دارد.